# Dysomma
Dysomma là một chi cá chình biển trong họ Synaphobranchidae thuộc bộ cá chình Anguilliformes.

## Các loài
Hiện hành có 13 loài được ghi nhận trong chi này:
- Dysomma anguillare Barnard, 1923 (Short-belly arrowtooth eel)
- Dysomma brevirostre (Facciolà, 1887) (Pig-nosed arrowtooth eel)
- Dysomma bucephalus Alcock, 1889
- Dysomma dolichosomatum Karrer, 1982
- Dysomma fuscoventralis Karrer & Klausewitz, 1982
- Dysomma goslinei C. H. Robins & C. R. Robins, 1976
- Dysomma longirostrum Y. Y. Chen & H. K. Mok, 2001
- Dysomma melanurum J. S. T. F. Chen & H. T. C. Weng, 1967
- Dysomma muciparus (Alcock, 1891)
- Dysomma opisthoproctus Y. Y. Chen & H. K. Mok, 1995
- Dysomma polycatodon Karrer, 1982
- Dysomma taiwanensis H. C. Ho, D. G. Smith & Tighe, 2015 (Taiwanese arrowtooth eel) [1]
- Dysomma tridens C. H. Robins, E. B. Böhlke & C. R. Robins, 1989